# Ляшевский, Стефан Николаевич
Стефа́н (Степа́н) Никола́евич Ляше́вский (нем. Stefan Ljaschewsky; 17 [29] июня 1899, Таганрог, область Войска Донского — 2 июня 1986, Огаста) — священнослужитель Русской православной церкви заграницей, митрофорный протоиерей, писатель, богослов, автор исследований по библейской археологии и псевдоисторических сочинений о дохристианской Руси.
Коллаборационист, в период нацистской оккупации СССР бургомистр Краснодара.

## Биография
Родился 17 июня 1899 года в Таганроге, в Области Войска Донского.
В 1919 году женился на уроженке Таганрога Капитолине Захарьевне Мандрыкиной (1899—1976, в монашестве Марии).
Согласно одним источникам, образование получил в Новочеркасском техникуме, который окончил в 1934 году; согласно другим источникам, получил высшее образование, стал инженером-геологом и читал курс общей исторической геологии в Новочеркасском техникуме до 1934 года.
В 1920—1930-е годы работал по специальности, затем читал курс общей исторической геологии в Донском политехническом институте.
Ляшевский ― участник геологоразведовательных экспедиций, профессор Новороссийского геолого-разведывательного техникума по курсу общей и исторической геологии.
В 1934―1936 годах работал старшим геологом Азово-Черноморского силикатного треста в Ростове.
Был участником Таганрогского православного молодёжного братства.
В 1936 году Ляшевский был арестован как «враг народа» вместе с архимандритом Иосией, настоятелем Таганрогского подворья Старо-Афонского Пантелеймоновского монастыря, они оказались в Ростовской тюрьме в одной камере. Арест был связан с делом епископа Иосифа (Чернова). Ляшевский получил лагерный срок и с 1936 по 1939 год находился в заключении в Сибири, в одном из лагерей ГУЛАГа.
В 1939 году был освобождён, работал старшим геологом в Бюро инженерных исследований в Красноярске, затем переехал в Краснодар.
В период нацистской оккупации СССР был коллаборационистом, бургомистр Краснодара (до 8 декабря 1942 года), издавал газету «Кубань».
9 февраля 1943 года епископом Иосифом (Черновым) был рукоположен в священный сан, стал служить в Таганроге. Затем служил во Владимирском соборе в Киеве, при этом восстанавливал собор.
В 1943 году ушёл с немецкими войсками, жил в нацистской Германии, в Британской зоне оккупации Германии, в Бизонии, в Тризонии, в ФРГ, где служил в юрисдикции Русской православной церкви заграницей.
В конце 1944 года будучи внештатным священником Берлинского кафедрального собора, Ляшевский получил назначение от митрополита Берлинского и Германского Серафима, быть разъездным священником в Шлезвиг-Гольштейне с местом пребывания в Гамбурге.
В начале 1945 года женой Ляшевского Капитолиной была написана первая в Германии икона блаженного Прокопия Любекского и Устюжского. 
29 мая 1945 года Стефан Ляшевский в Гамбурге освятил церковь святого Прокопия Устюжского. 
30 декабря 1945 года Ляшевский совершил первую литургию на немецком языке в храме святителя Николая в Гамбурге.
В 1948 году были изданы: Житие Прокопия Устюжского в Любеке и Акафист Прокопию Устюжскому в Герсбруке, написанные Стефаном Ляшевским.
В 1948 году Ляшевский стал заместителем председателя Петропавловского братства, созданного с целью «нести свет Православия в некогда отпавшие от него страны», возглавляемого его председателем епископом Иоанном (Гарклавсом).
12 марта 1950 года в Любеке освятил бывшую христианскую часовню, преобразованную в русскую православную церковь в честь блаженного Прокопия Любекского и Устюжского, эта часовня находилась за церковью святой Екатерины.
Ляшевский в Германии собирал молодых немцев и занимался среди них проповедью православия.
Согласно одному источнику, в 1951 году переехал в США, где вошёл в подчинение Североамериканской митрополии РПЦ; согласно другому источнику, был настоятелем церкви Прокопия Любекского и Устюжского в Любеке с 19 марта 1951 года по 1957 год, 4 октября 1957 года перешел в юрисдикцию РПЦ, а потом переселился в США.
В 1952 году, по благословению митрополита всей Америки и Канады Леонтия (Туркевича), составил житие преподобного Германа Аляскинского и акафист ему, книга издана в Нью-Йорке в 1953 году.
Неоднократно менял места служения и юрисдикции, подчинялся Константинопольской, Сербской и Антиохийской православным церквям. В 1956 году перешёл в Московский патриархат. В конце жизни вновь стал служить в храме Русской православной церкви заграницей.
С 1959 по 1965 год служил настоятелем церкви Святой Троицы в Балтиморе, затем во Флориде.
С 1969 по 1976 год служил в храме Григория Богослова в Тампе, где стал первым постоянным священником. При нём окрепла община и был закончен храм.
Жил в Вальрико.
С 1976 года на покое.
По благословению митрополита Серафима (Чичагова), полученном в 1924 году, составил вторую часть «Летописи Серафимо-Дивеевского монастыря».
Последние годы жил в Огасте, в штате Мэн, где и скончался 2 июня 1986 года. Похоронен на Успенском кладбище Свято-Троицкого монастыря в Джорданвилле.
Ляшевский был действительным членом Ассоциации ученых в США.

## Взгляды
Положительно высказывался об идее теистического эволюционизма.
В. П. Даниленко характеризует богословие Ляшевского в его книге «Библия и наука о сотворении мира» как форму антиэволюционизма, попытку соединить несочетаемое ― религию и науку, религиозный эволюционизм и научный; он считает данное богословие препятствием для распространению научного эволюционизма, служащее инволюции духовной культуры.
Ляшевский был одним из ранних авторов, считавших подлинной «Велесову книгу», в соответствии с которой он создал свой псевдоисторический образ «доисторической Руси». К нему апеллируют более поздние сторонники подлинности этого текста, включая Александра Асова, представляя его практически ведущим специалистом по Древней Руси.
Отрывок из Житиий Мефодия и Константина, в монашестве Кирилла с упоминанием, что в Херсоне Константину удалось найти «Евангелие и Псалтирь рѹсьскыми письмены писана», дал возможность для гипотезы Ляшевского о существовании письменности до 861 года у русских. Ляшевский считал, что прямые предки русских — сарматы-роксоланы, жившие в Крыму, говорили на языке «Бравлинского Евангелия», Псалтири («Бравлинское Евангелие» ― название данное Евангелию, упоминаемому в отрывке) и «Влесовой летописи» («Велесовой книги»); Кирилл учился по перечисленным книгам, а затем дополнил рѹсскую 24-х буквенную азбуку ещё 16 буквами, таким образом создал церковно-славянскую азбуку.